# Obsodili so Kristusa
Branko Rozman je dramo napisal leta 1962 v Buenos Airesu. Drama se odvija od cvetne do velikonočne nedelje. 

## Osebe
- Ana
- Kajfa
- Jese
- Nikodem

## Povzetek

### 1. dejanje
Ana in Kajfa nameravata še ta teden likvidirati Galilejca v imenu javne blaginje; bojita se, da bi Galilejec zanetil revolucijo, ki bi ogrozila položaj vladajočih izbrancev. Prihiti Jese z vestjo, da prihaja Galilejec z množico nad Jeruzalem. Ana je prepričan, da jim hoče vzeti iz rok vodstvo osvobodilnega boja, povsod vidi zarote, špijonažo, sabotažo. Edini, ki se ne pusti fascinirati od histerije boja za oblast, je Nikodem. Kajfo skuša prepričati, da je Galilejec pozitiven, prišel je počistit jeruzalemske hleve, v katerih se je nabralo dosti umazanije. Kajfa je preplašen oportunist, ki se uklanja močnejšemu; med Ano in Nikodemom se počuti kot med zidom in steno.

### 2. dejanje
Nikodem poroča, kako jih je Galilejec osramotil, ko so ga javno hoteli ujeti v past z vprašanji; ni govora, da bi ga lahko proglasili za blaznega, kakor je načrtoval Ana. Poleg tega je napovedal porušenje templja. Člane Velikega zbora zajame panika, saj so prepričani, da bo Galilejec tempelj vrgel v zrak. Skicirajo proces, na katerem ga bodo obsodili na smrt, pri tem uporabljajo postavo zelo elastično. - Prihiti ogorčeni Kajfa: Galilejec je javno napadel farizeje, kot da bi vedel, kaj naklepajo; še bolj jih zbega njegova napoved smrti na križu in vstajenja na tretji dan. Ana je prepričan, da ima v obveščevalni  službi izdajalca, ki nosi informacije v Galilejčev glavni štab. Špijonažo je treba na novo organizirati, nastaviti nove špijone, ki bodo špijonirali stare.

### 3. dejanje
Odločilni spopad se približuje, vodilni so se dobro pripravili: obveščevalna služba je reorganizirana, do zob oborožene straže pomnožene. Ana in Jese pretresata formalno stran procesa. Kajfa spet prinese vznemirljivo novico: Galilejec izganja menjalce iz templja in dela čudeže, ozdravil je slepca, ljudje padajo pred njim na kolena, v popolni zmedi so odpovedale straže in tajna policija. Za Ana je to izdajstvo, sabotaža, sovražna propaganda; treba je takoj ukrepati. Določena sta dan in ura, ko bodo Galilejca prijeli in gnali pred sodišče.

### 4. dejanje
Vodilni praznujejo zmago, Galilejec je že tretji dan v grobu. Kajfa in Jese teoretično razpravljata o vstajenju in ugotovita, da ni možno. Ko se jima pridruži še Ana, obnavljajo dogodke s procesa: vse je šlo presenetljivo gladko, a  čudni dogodki ob križanju jim ne gredo iz glave. Tedaj plane mednje Nikodem z novico, da je Galilejec vstal, da hodi po mestu, tudi mnogi mrtvi da so vstali. Člane zbora prevzame groza: kot da se je kolo časa obrnilo nazaj, kot da veliki teden nima konca. Boj in proces proti Galilejcu je treba začeti znova, to je njihova kazen. Ana sporoči Nikodemu, da je jetnik, in odide z drugimi na delo. Nikodem se obrne na dvorano s prošnjo, naj občinstvo, ki je se svobodno, prevzame njegovo vlogo: vlogo grešnega, a iskrenega  človeka, ki pričuje Kristusa in ga s tem rešuje, medtem ko ga sodniki zmeraj znova obsojajo na smrt.